# Fort van Mutzig

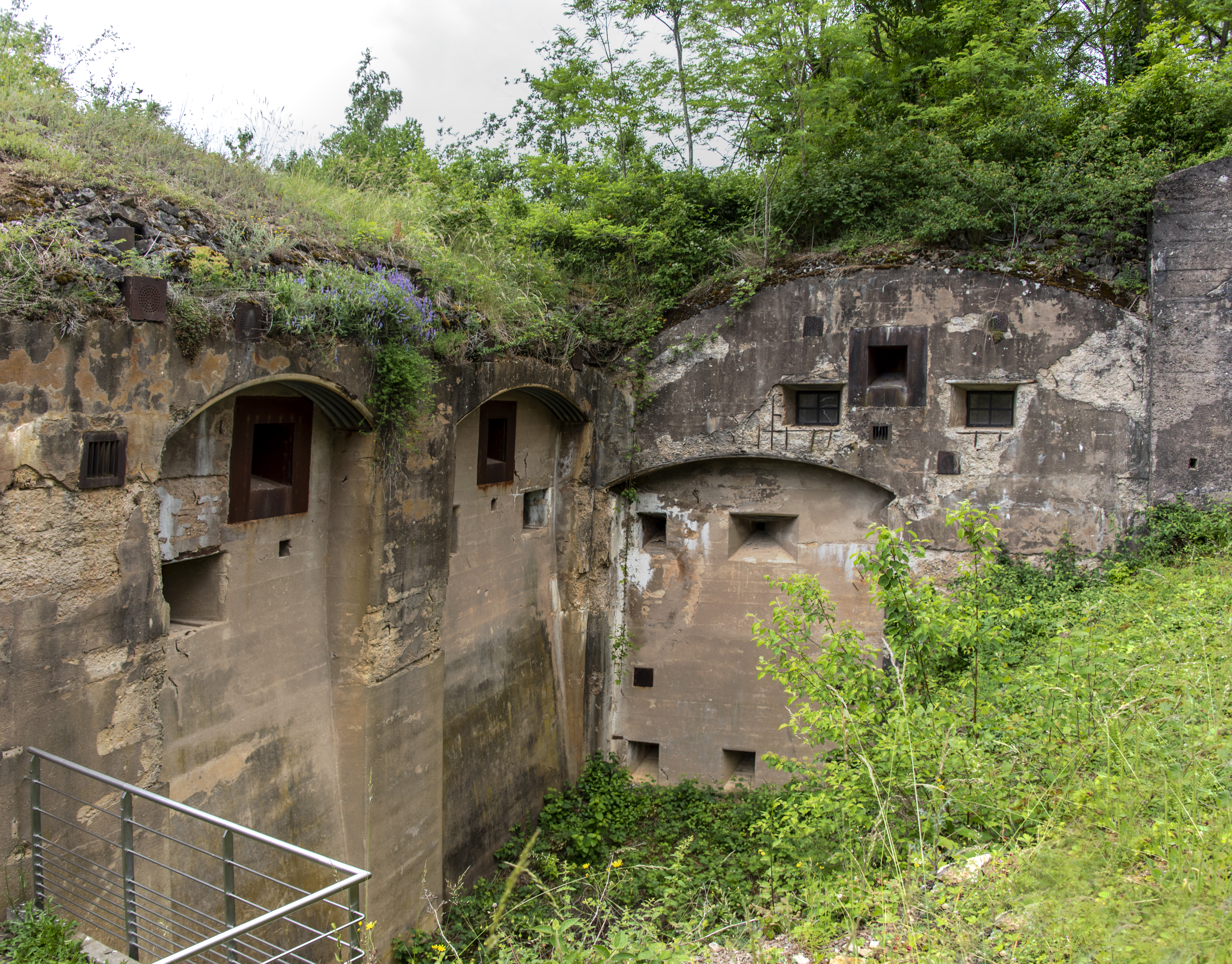
Een kazemat van het fort van Mutzig

Het Fort van Mutzig is een fort gebouwd tussen 1893 en 1916, in de Franse gemeente Mutzig. Het fort werd zowel door het Franse als het Duitse leger gebruikt. Het is het grootste fort van de Eerste Wereldoorlog met een oppervlakte van 254 hectare en een bezetting van 7000 soldaten. Deze vesting werd als eerste voorzien van elektriciteit en uit beton opgetrokken. 

## Geschiedenis

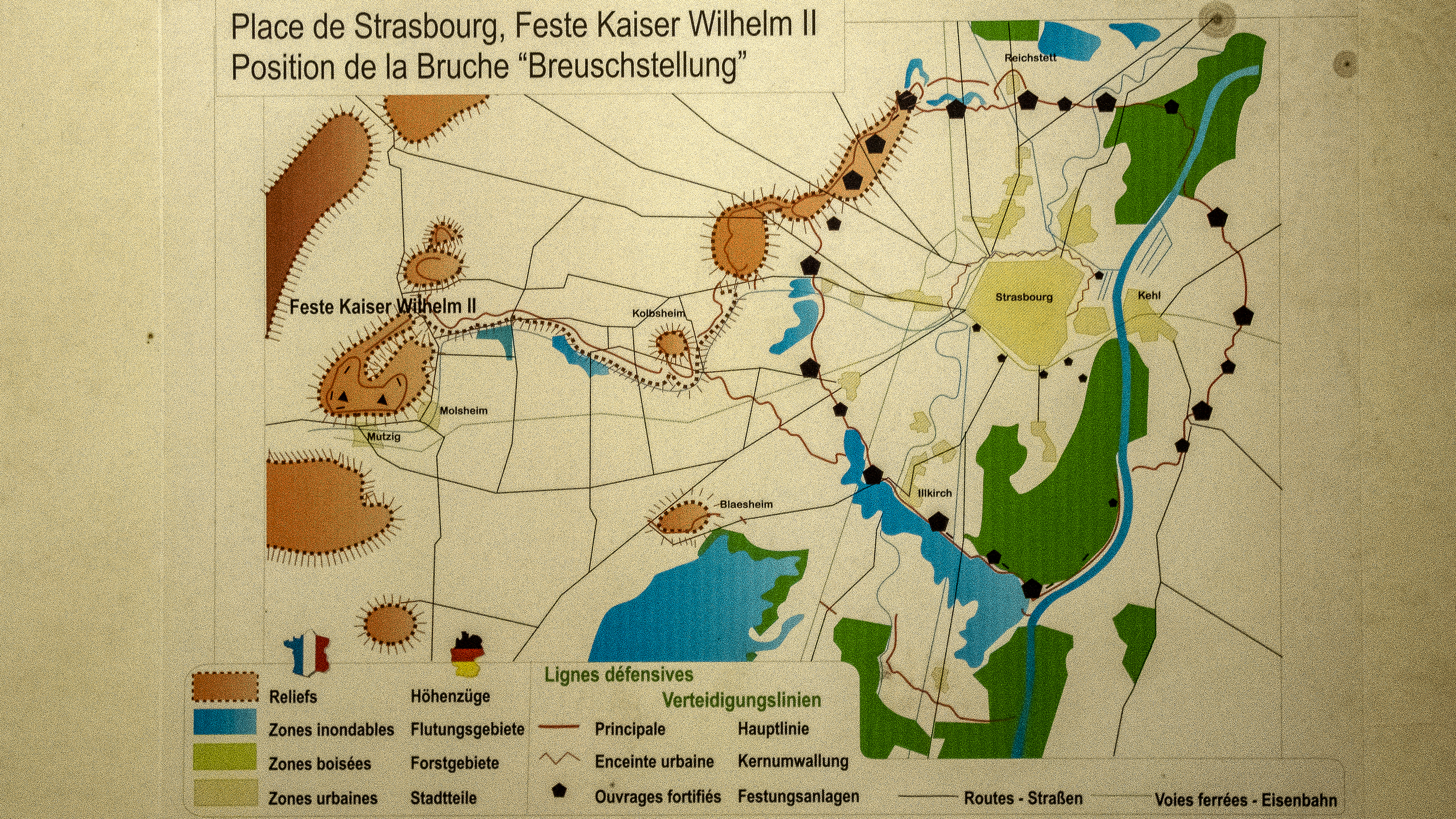
Het fort van Mutzig en Straatsburg vóór de Eerste Wereldoorlog

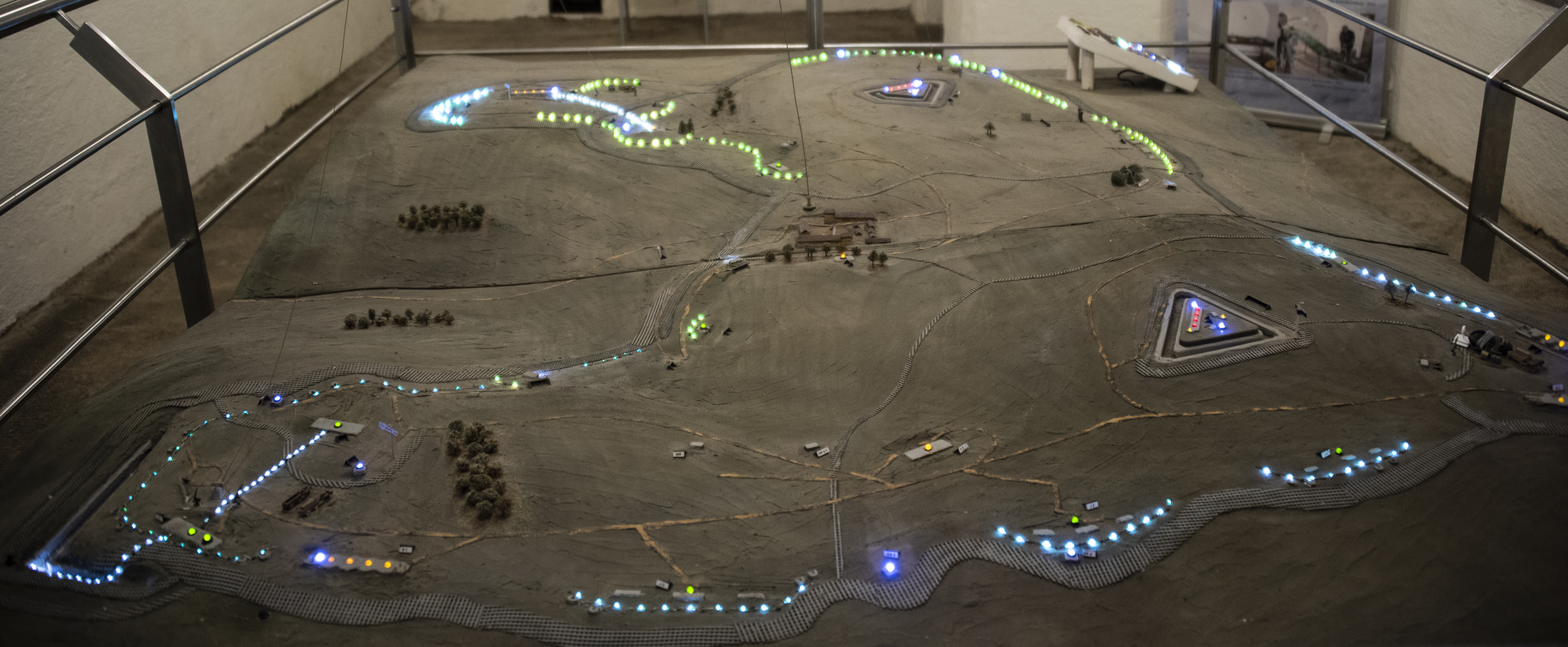
Grondplan van het fort met vooraan links het te bezoeken gedeelte

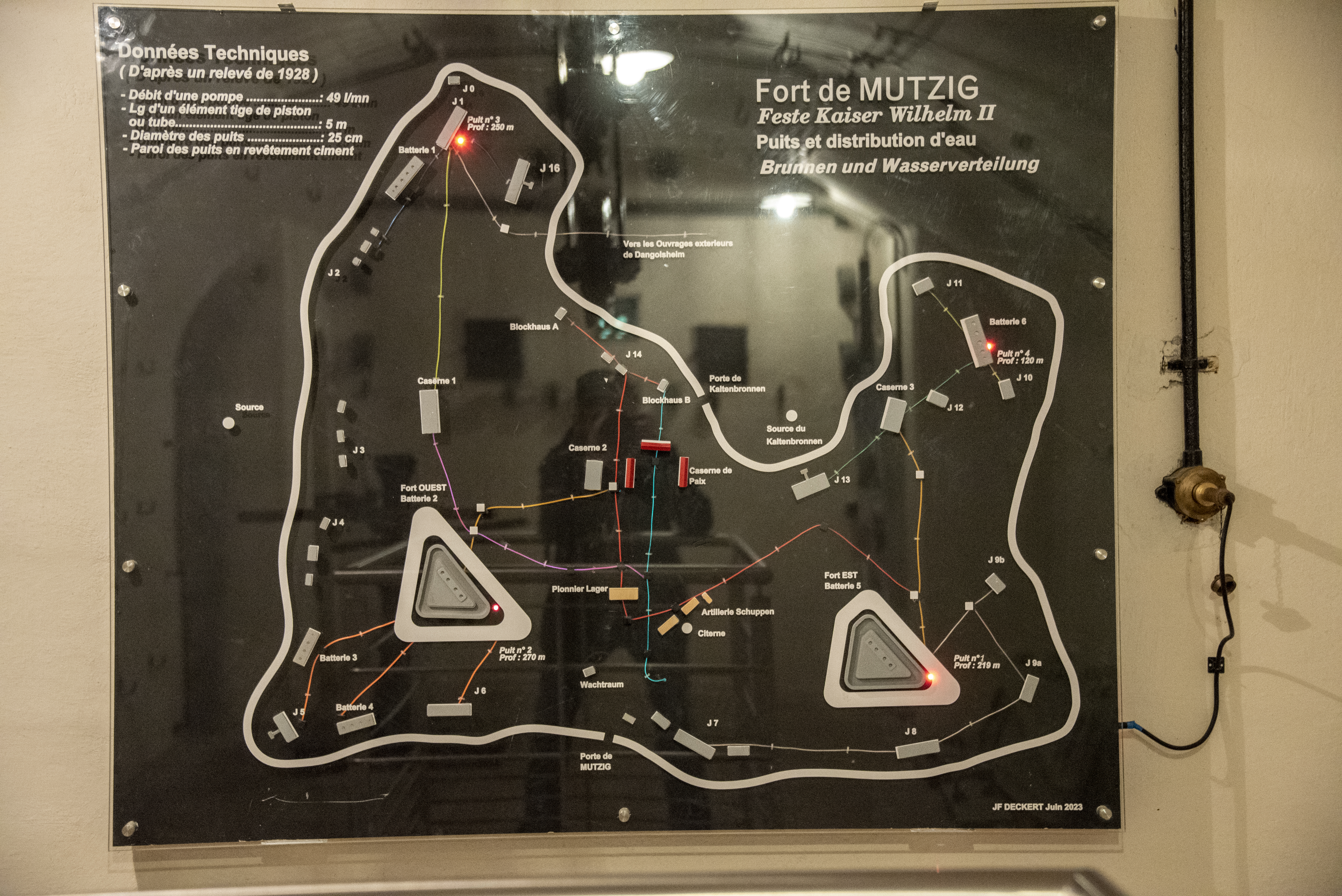
Watervoorziening en het te bezoeken gedeelte bovenaan links met gebouw J1 en kanonnenbatterij 1

Mutzig, gelegen in Elzas-Lotharingen, behoorde van 1871 tot 1918 tot het Duitse keizerrijk en werd Feste Kaiser Wilhelm II genoemd. Bij het uitbreken van de Eerste Wereldoorlog was Elzas-Lotharingen al 43 jaar Duits gebied. In dit gebied werden 380.000 Elzassers gemobiliseerd. Om deserties te voorkomen werden ze vaak naar afgelegen gebieden zoals naar Qingdao en omgeving in China gestuurd.
Na de Eerste Wereldoorlog werd Elzas-Lotharingen opnieuw Frans en bezette het Franse leger het fort en kreeg Fort de Mutzig, eerder Position de Mutzig als benaming.
Het fort van Mutzig was door zijn vuurkracht en omvang het belangrijkste fort in Duitsland bij het uitbreken van de Eerste Wereldoorlog. Het Schlieffenplan verplaatste het zwaartepunt van de aanval weg van het fort en door de afstand speelde het slechts een ondergeschikte rol.

## Bouwgeschiedenis
De eerste plannen, uit 1884, voorzagen in de bouw van vijf forten. In 1895 startte men de bouw van het tweede fort met het west- en oostfort in het zuidelijk gedeelte. Toen men merkte dat de Fransen via luchtbalonnen de constructie bespioneerden stapte men af van de bouw op de klassieke manier. De forten werden ondergronds gebouwd, verbonden met loopgraven en ondergrondse gangen.

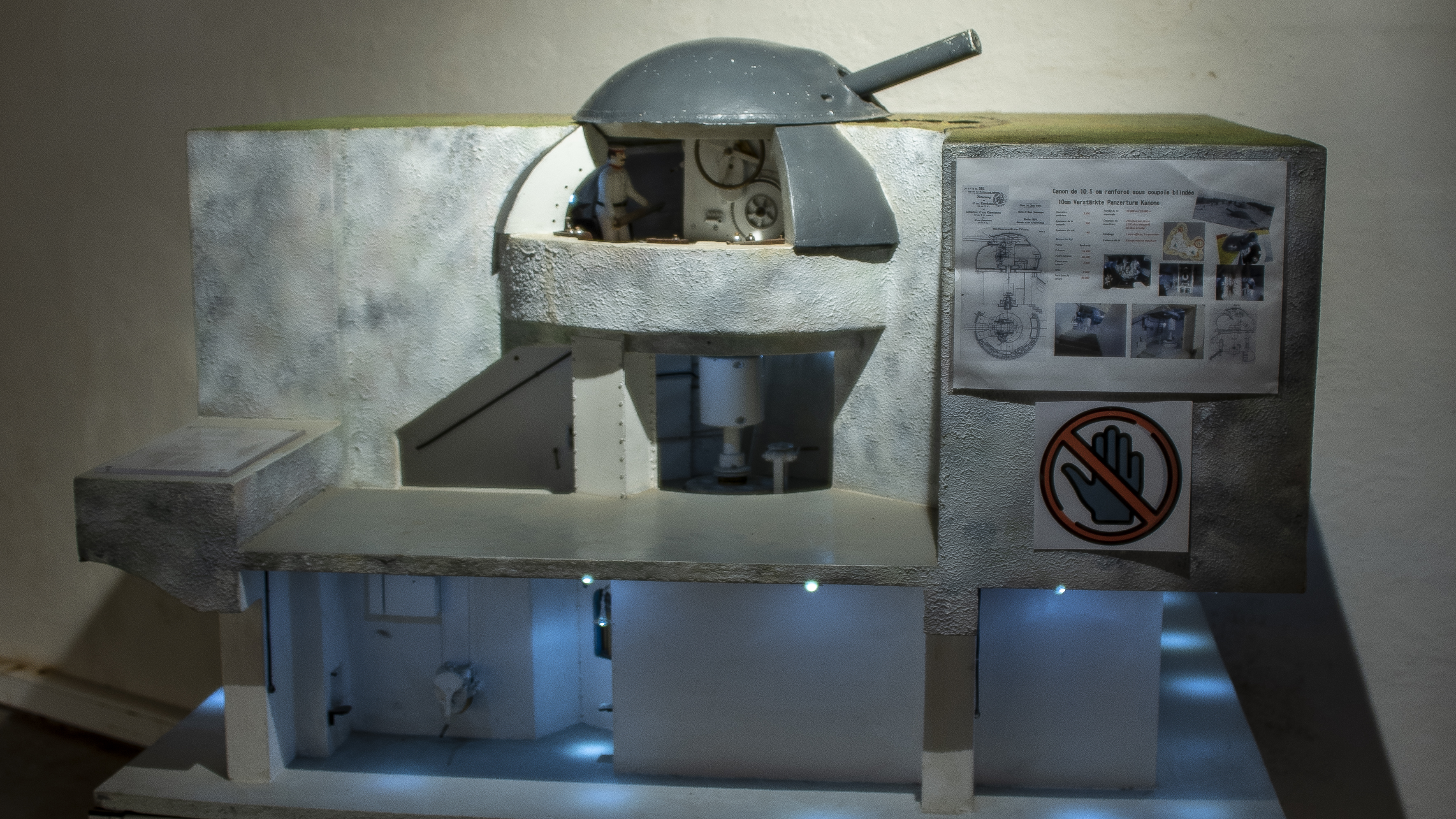
Maquette van een kanon 10,5 cm onder gepantserde koepel

Tussen 1893 en 1916 werkten gemiddeld 1000 à 2000 arbeiders uit Mutzig en omgeving maar ook Italianen aan de bouw van de vesting. Het materiaal werd in eerste instantie per trein naar het station van Mutzig vervoerd. Rails en een kabelbaan zorgden voor het vervoer naar de bouwplaats. 

## Structuur van het fort
Het oostelijke fort, gebouwd op een hoogte van 382,4 meter boven zeeniveau in een driehoekige vorm met een gebroken rechterzijde, wordt begrensd door een zes meter diepe loopgraaf (zie afbeelding). 

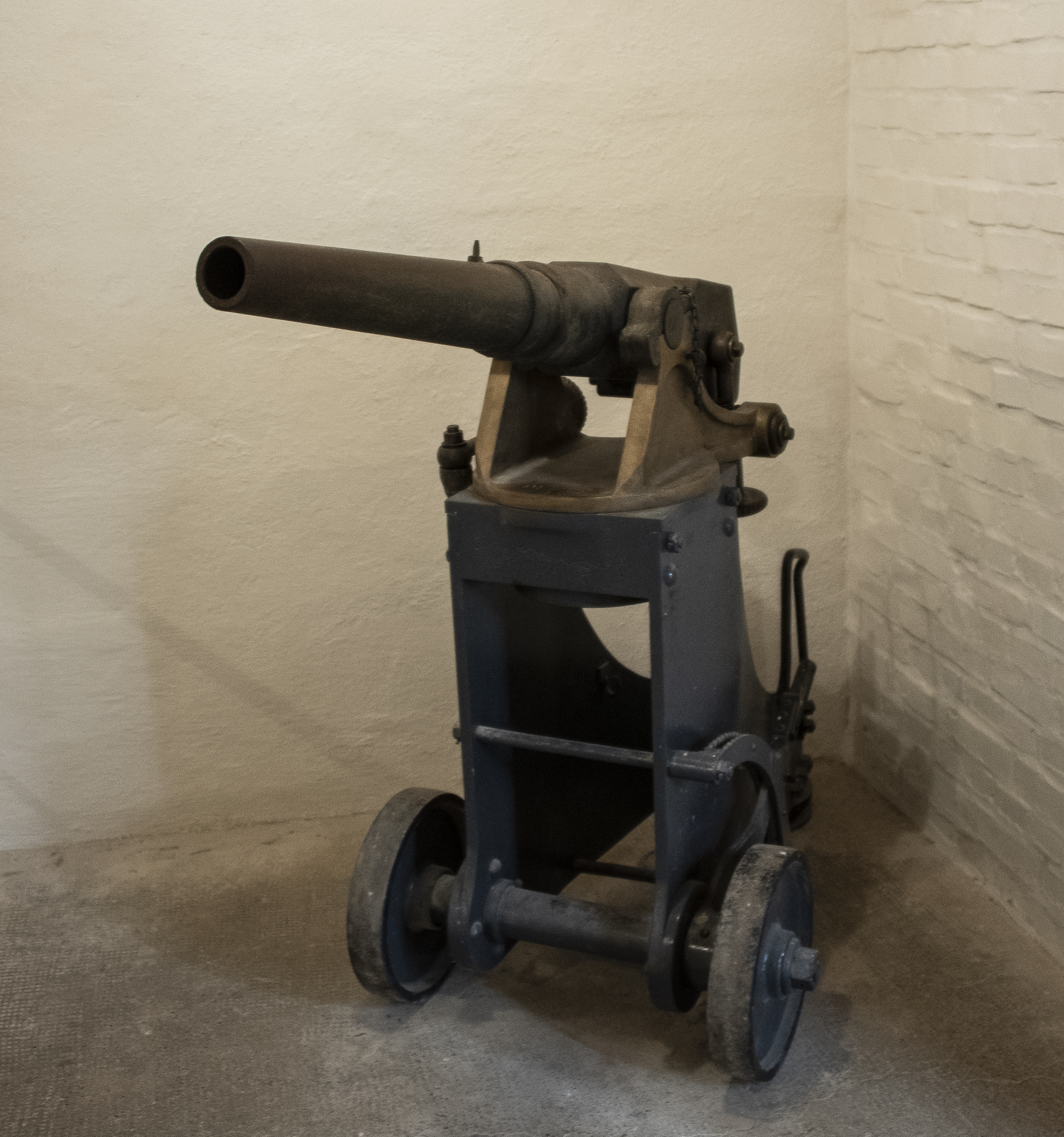
Kanon 5,3 cm

De kazemat (zie afbeelding) kan de loopgraaf die ernaartoe leidt onder vuur nemen met vijf watergekoelde mitrailleurs MG-08.
Direct voor die kazemat, die een compagnie moest huisvesten, stonden verschillende geschutskoepels, wachttorens en een gepantserde observatiepost. Het westelijke fort was gebouwd als een bijna gelijkzijdige driehoek met slechts twee loopgraven achter de Blottenspitze op een hoogte van ongeveer 390 meter. Ook hier vormen de kazemat en de geschutsopstelling ervoor (Batterij 2) nog steeds één geheel. De afstand tussen de twee kernwerken is meer dan 900 meter. Een gordel met zestien loopgraven, zes km lang, omgeven het fort.

### Kazernes
Er zijn een aantal ondergrondse kazernes in het fort aangelegd. Voorzien van slaapruimtes, keukens, ziekenzaal, latrines en waterciternes boden ze de soldaat van toen modern comfort. Een 2,5 meter dikke muur uit beton bood bescherming. Zo kon iedere kazerne aan 300 man drie maanden autonomie waarborgen. De slaapvertrekken waren gebouwd voor 24 man. Men sliep op strozakken en de ruimtes waren voorzien van stromend water dat men ook als drinkwater kon gebruiken. Verwarmen via kachels mocht enkel 's nachts.

### Keuken
Enkel 's nachts werd in de keuken gekookt, om te vermijden dat via afvoer van de dampen de vijande de locatie van het infanteristenvertrek zou kunnen localiseren. Men hield het eten warm tot de volgende middag. Een apart fornuis was voorzien voor de officieren.
Het dagrantsoen voor een soldaat bestond uit 750 gr brood, 375 gr vers of gezouten vlees, rijst, aardappelen, erwten, bonen, linzen, koffie en thee.

### Verdedigingsmijngangen
Aan meerdere fronten tijdens de orlog van 1914-1918 groeven aanvallers mijngangen onder vijandelijke loopgraven. Om dit soort actie tegen het fort te voorkomen groef men enkele verdedigingsmijngangen (zie afbeelding) om deze op te sporen en eventueel te vernietigen.

## Artillerie en het fort
Het was de eerste militaire versterking die werd gebouwd na de ontwikkeling van nieuwe artilleriegranaten en het was het middelpunt van experimenten die zouden leiden tot het nieuwe type versterking dat onder andere werd gebruikt in de Maginotlinie.
De aanzienlijke vooruitgang aan het einde van de 19e eeuw van de artillerie was het resultaat van de uitvinding van de cilindrisch-ogivale granaat, de slaglont en het gebruik van picrinezuur of meliniet als springstof. Dit werd gevolgd door wat algemeen bekend staat als de “torpedovuurgranaatcrisis” in 1883-1885.
Deze crisis maakte de versterkte werken van die tijd overbodig, zowel de Franse, zoals die van het Séré de Rivières-systeem, als de Duitse, zoals die van het Biehler-type, die allemaal gebouwd waren van metselwerk en kwetsbaar waren voor dergelijke granaten.
Bovendien stond het geschut van de vestingwerken van voor de crisis gewoon in een batterij in open lucht boven het fort, enkel beschermd tegen direct vuur door een borstwering. Gezien de vooruitgang in de precisie van artillerievuur, werd het duidelijk dat de bescherming van het kanon en zijn bemanning niet meer dan symbolisch was.

### Kanonnenbatterij nr. 1
Deze gepantserde kanonnenbatterij (zie afbeelding) bestaat uit vier kanonnen, een gepantserde observatiepost en vijf nissen voor munitie. Manschappen beschikken over ruimtes in de benedenverdieping. Oorspronkelijk waren deze kanonnen voorzien voor schepen. Een kruk maakt het mogelijk om de toren 360° te draaien en een andere om de elevatiehoek in te stellen van -5° tot +35°. Verder zijn er ruimtes oor de bevelhebber, een latrine en keuken voor 100 artilleristen, 25 per pantsertoren.

## Technologische revolutie
In de context van de industriële revolutie nam het fort van Mutzig een bijzondere plaats in in de innovatiewedloop tussen offensieve wapens, in dit geval het kanon, en de defensieve wapens, en het vestingwerk. Duitse ingenieurs reageerden op deze crisis door beton, wapenrusting, elektriciteit en verspreide structuren te gebruiken. Het fort van Mutzig, een experimentele vesting, was zijn tijd ver vooruit.

### Beton
Bij de constructie van het eerste fort, tussen 1893 en 1895 aan de oostkant, gebruikte men nog bakstenen, evenwel op een metersdikke betonnen plaat. Het tweede, gebouwd tussen 1895 en 1897 aan de westkant, was volledig van beton. Ook bij de bouw van het derde werd beton gebruikt.

### Bepantsering
De houwitsers in het fort worden volledig beschermd door een 10 cm dik pantser van nikkelstaal. De andere externe uitrusting, namelijk drie observatieklokken, zijn ook gepantserd. Dit was het eerste systematische gebruik van bepantsering aan Duitse kant.

### Elektriciteit
In 1914 waren zelden vestingen maar ook huizen zelden voorzien van stroom. Dit fort was het eerste dat voorzien werd van elektriciteit. Tijdens hun dagelijks leven genoot de fortsoldaten van elektrisch licht, ventilatie en alarmsystemen. Als de stroom voorziening uitviel schakelde men terug naar petroleumlapen, zwengels voor ventilatie en manueel alarm. 
De stroomgeneratoren van 1914 leverden 25 pk vermogen met een cylinderinhoud van 24 liter. Ze leverden 110 volt gelijkstroom met een vermogen van 20 kilowatt per uur.

### Eivormige ondergrondse gang

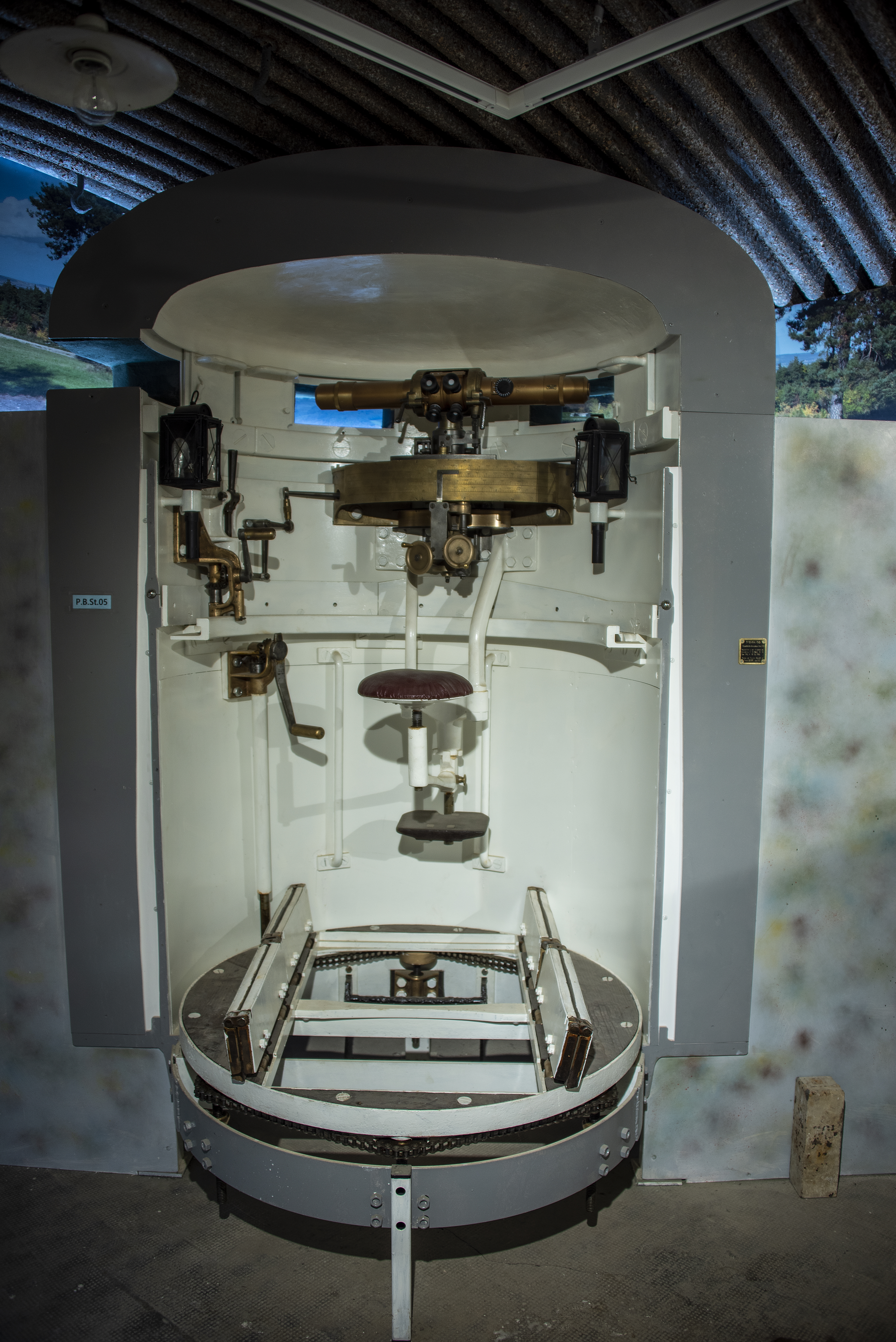
Een gepantserde observatietoren met afstandsmeter

In 1914 bouwden de Duitsers een ondergrondse eivormige gang (zie afbeelding) in het fort om verdedigingscomplexen met elkaar te verbinden. De gangen werden aangelegd als een gewelf, opgebouwd uit trapeziumvormige blokken. Zulke constructie biedt veel meer weerstand aan zijdelingse druk. Tijdens de Russisch-Japanse Oorlog van stelde men vast dat bij beschieting met op het einde van de 19e eeuw ontwikkelde brisantgranaten zijkanten van ondergrondse gangen het begaven.

### Gepantserde observatietoren
Deze voor het eerst geconstrueerde gepantserde observatietorens, de PBT (Pantzerbeobachtungsturm PBT94) beschikten over een Zeiss-telescoop. Van de vier gebouwde kreeg het fort er drie. De latere versie PBT96 was te duur en de productie werd gestopt na drie stuks.

## Actie tijdens de Eerste Wereldoorlog
Op 3 augustus 1914 verklaarde Duitsland de oorlog aan Frankrijk. Op 10 augustus startten de Fransen in deze regio een offensief en veroverden op 14 augustus Saint-Blaise, 30 km ten zuidwesten van Mutzig. Op 18 augustus bezetten ze Lutzelhouse, 11 km van de vesting. Die dag vuurden de kanonnen 105 mm van het fort 291 granaten af en drongen Duitse troepen de Fransen terug. Hiermee kwam een einde aan alle militaire activiteit van het fort en werd de Elzas gespaard van verdere gevechtentijdens die oorlog. De aanwezigheid van het fort had een groot afschrikkingseffect voor elk Frans offensief ertegen.

## Van Duits naar Frans bezit
Bij de nederlaag in 1918 staakten de Duitsers uiteraard alle werkzaamheden. Frankrijk voerde wel renovatiewerkzaamheden uit tussen 1924 en 1928 om het fort tegen gasaanvallen te beschermen. Daarvoor bouwde men een aantal luchtkokers. Toen men zich realiseerde dat de strategische grens bij de Rijn lag en het fort hier te ver vandaan lag stopte men hiermee. Alles werd gezet op de bouw van de Maginotlinie waarvan men dit fort als een voorloper kan beschouwen.

## Tweede Wereldoorlog en het fort
Het Duits offensief van 10 mei 1940 verraste de Franse troepen en op 18 juni gaf het fort iedere weerstand op. Men trok zich terug naar de Vogezen. De Duitse aanval volgde op 21 juni. Er volgde een aanval met Stukas, niet wetend dat het fort reeds in Duitse handen was. Hierbij verloren 82 Duitse soldaten het leven.
Het fort diende een tijdlang als gevangenkamp voor Russische soldaten. Op 4 december capituleerden de Duitsers hier. In 1961 eindigde de militaire rol van deze vesting.

## Galerij

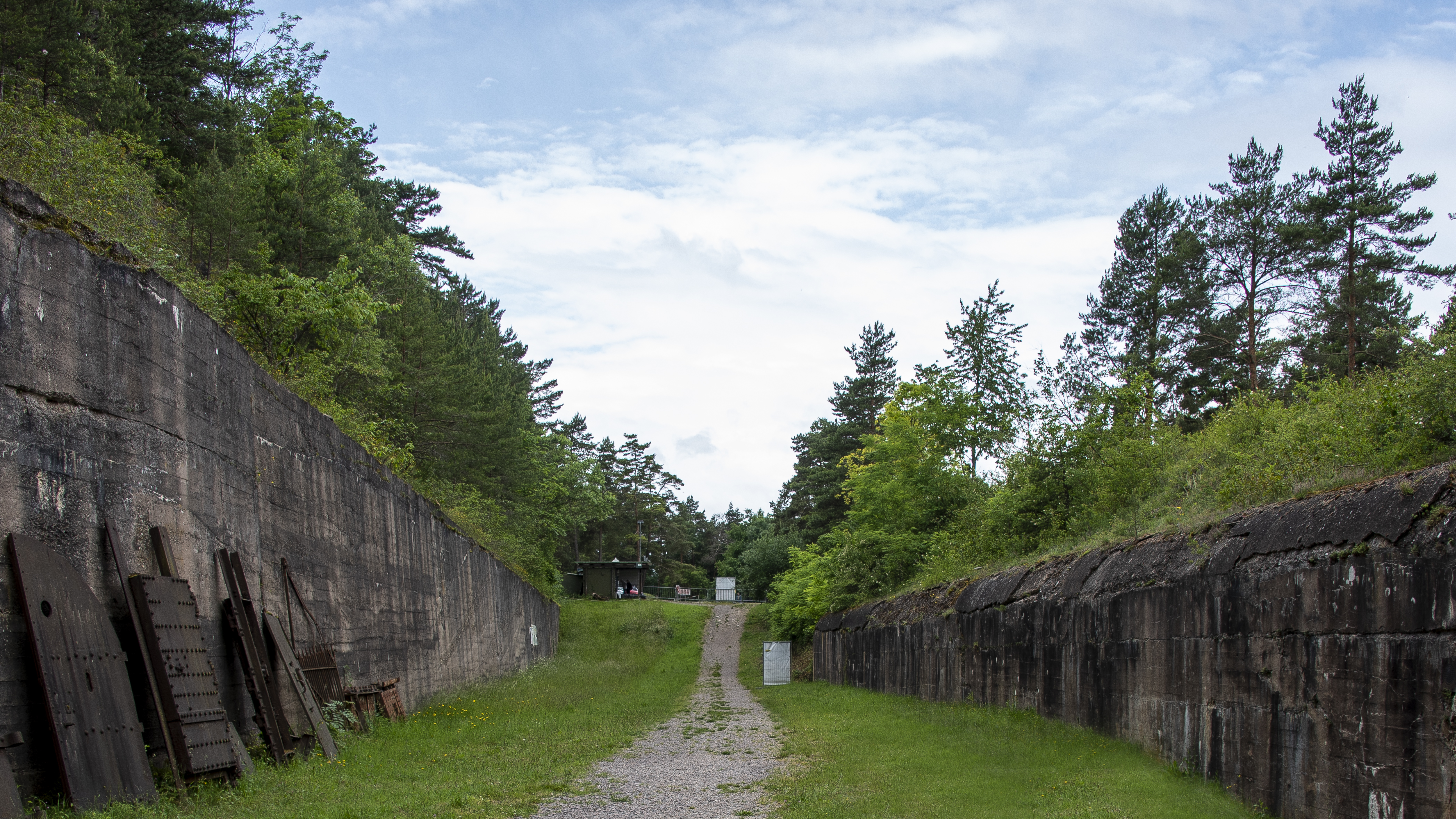
Loopgraaf naar de kazemat
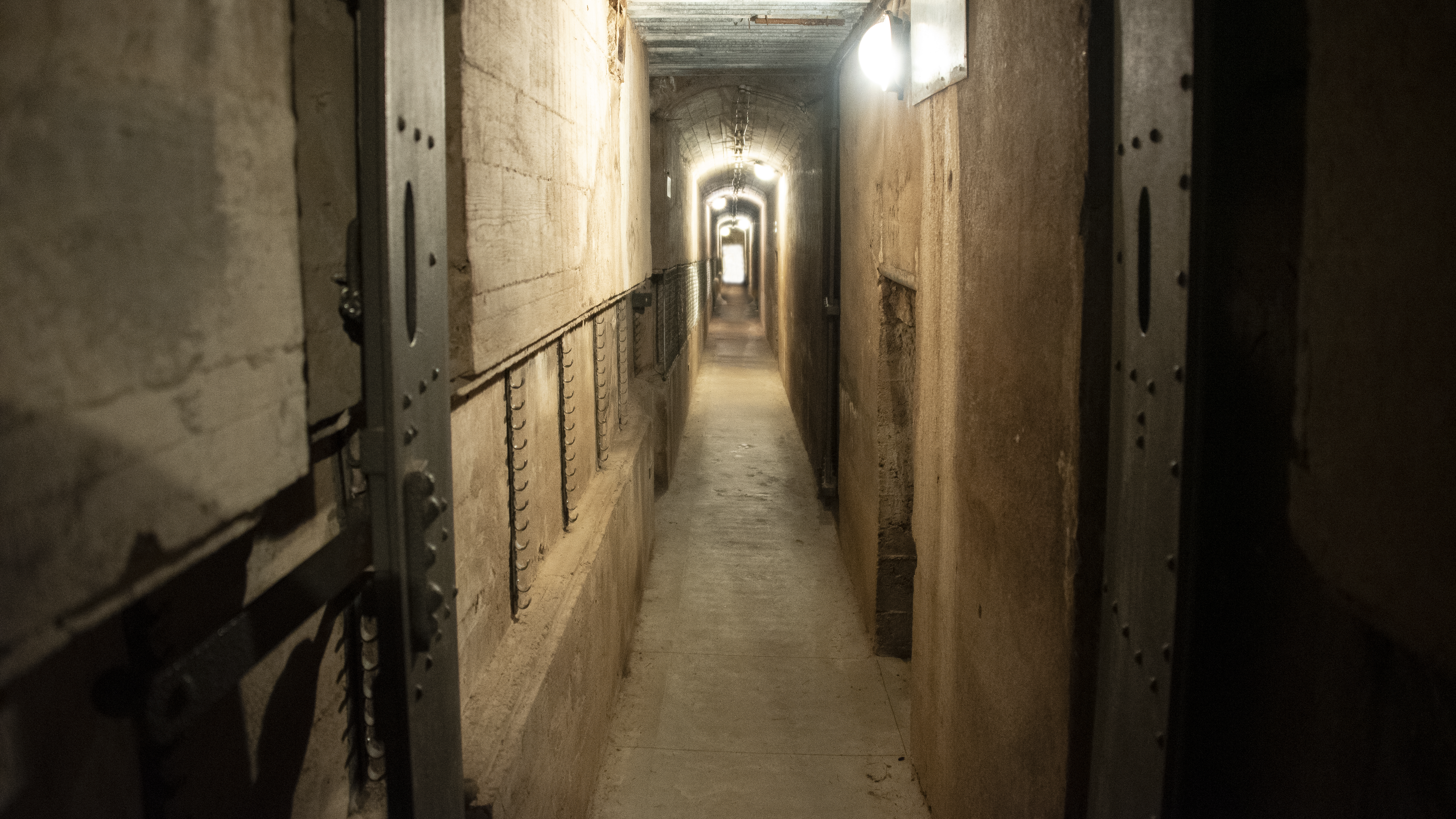
Gang in het fort
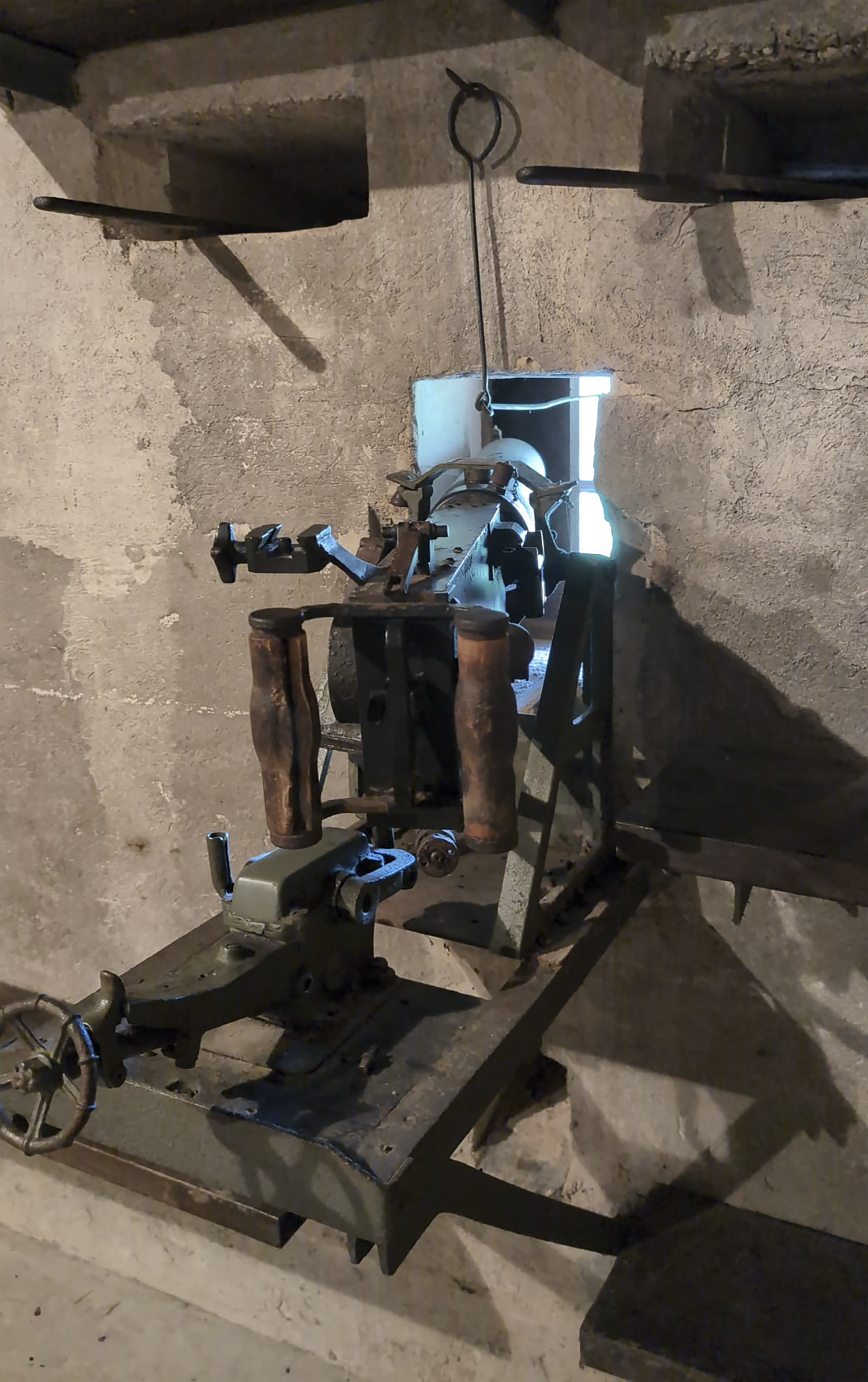
Mitrailleur MG-08 in de kazemat
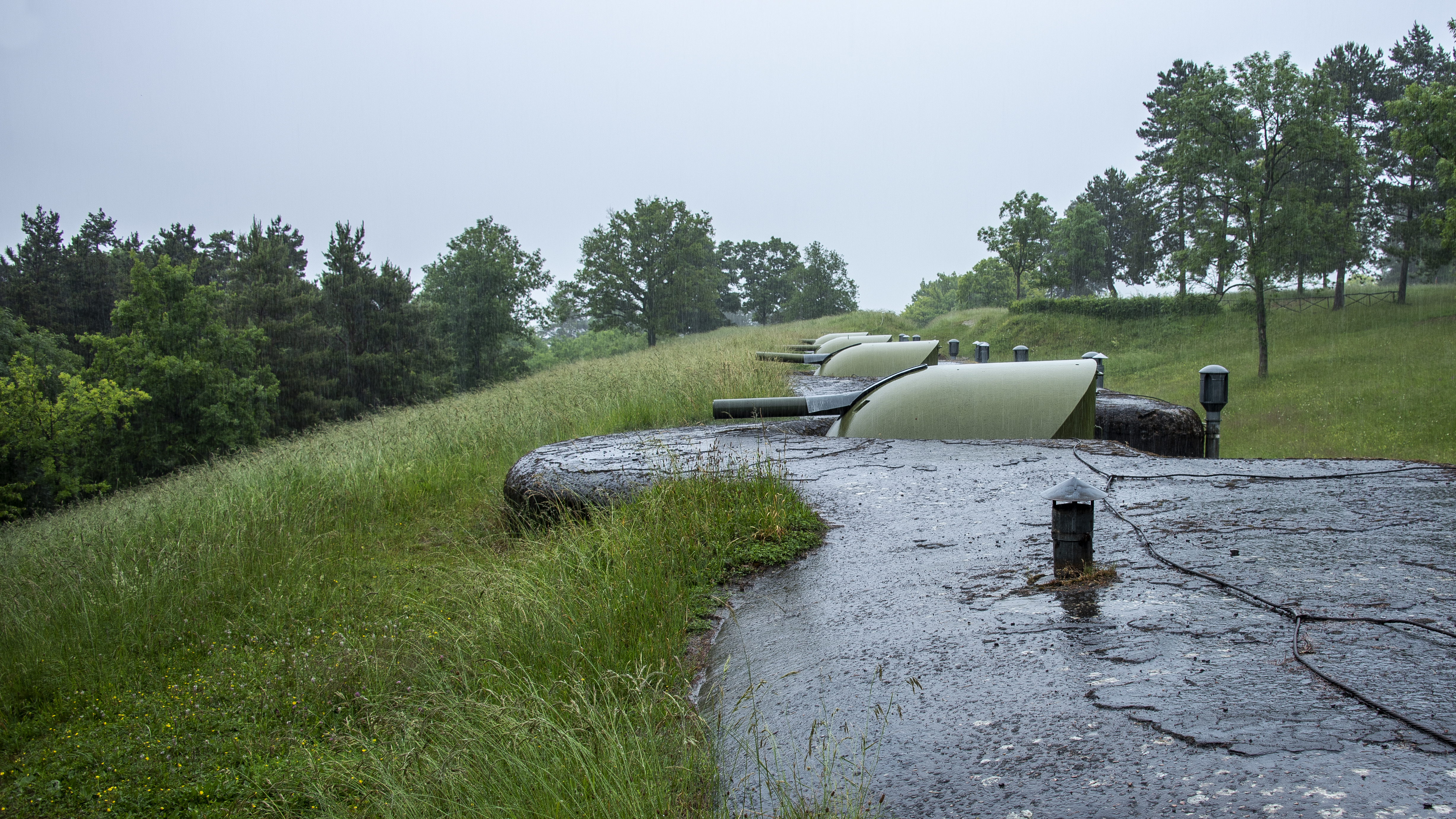
Kanonnenbatterij nr. 1
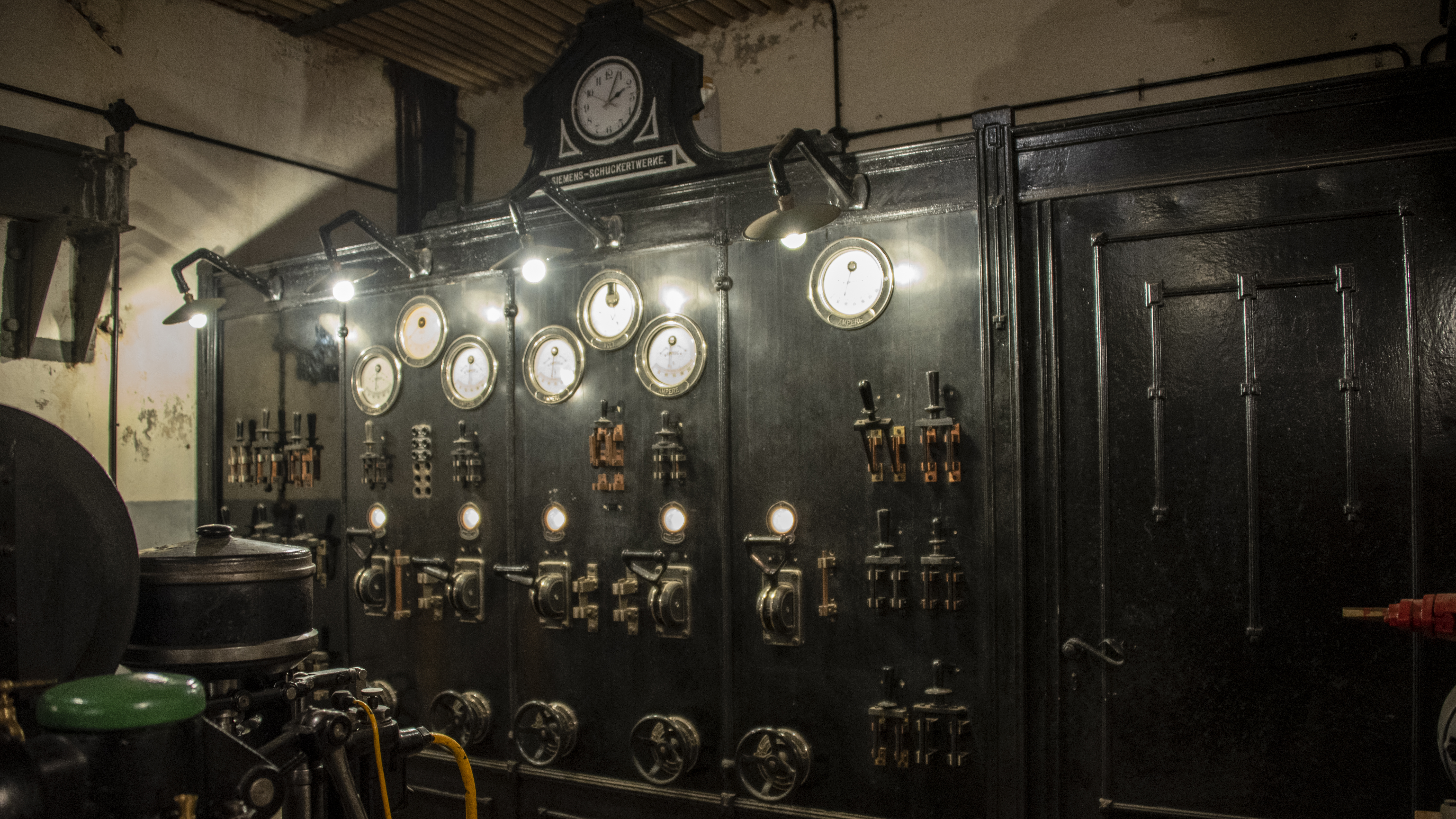
Bedieningsbord elektriciteit
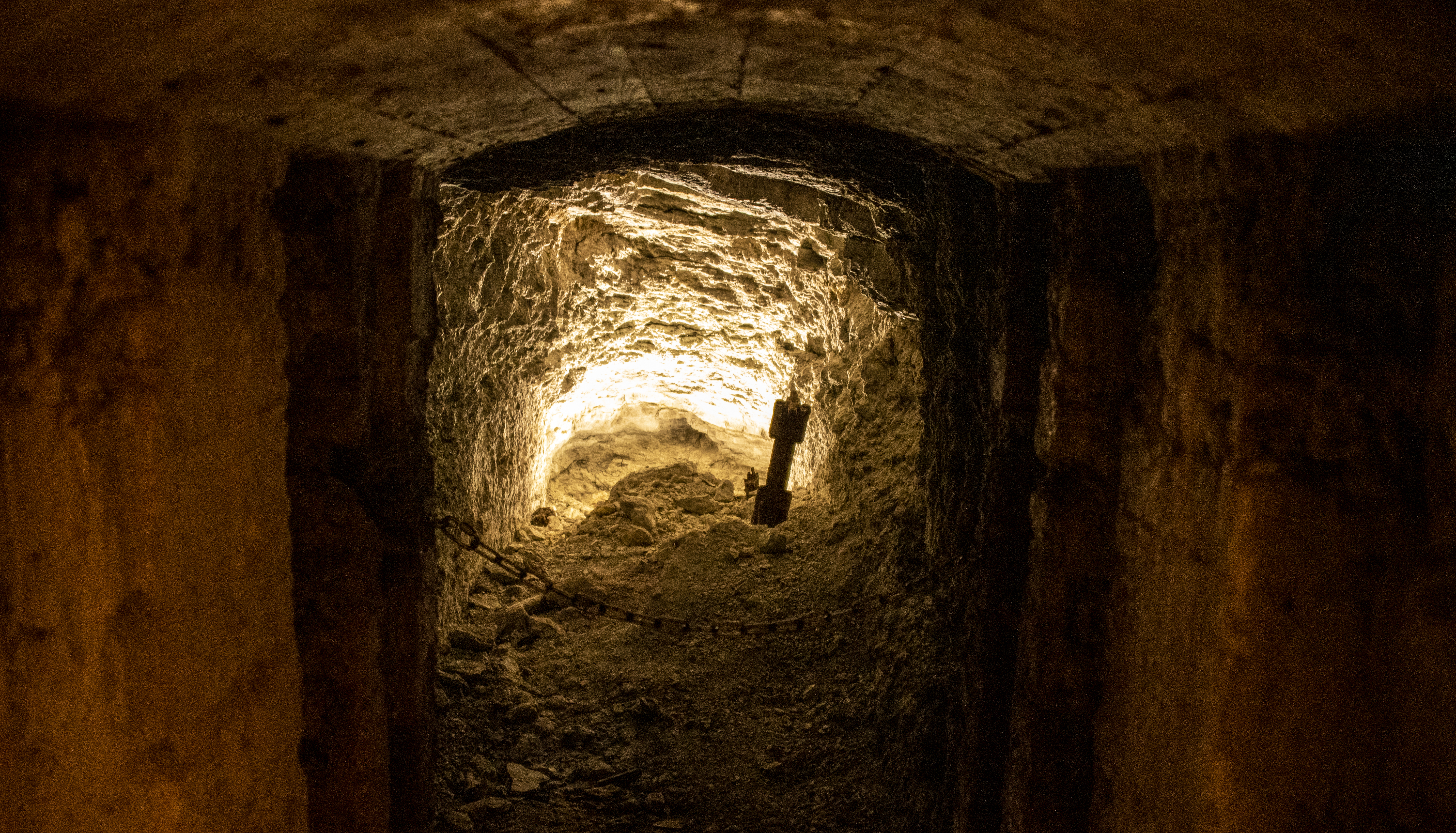
Verdedigingsmijngang
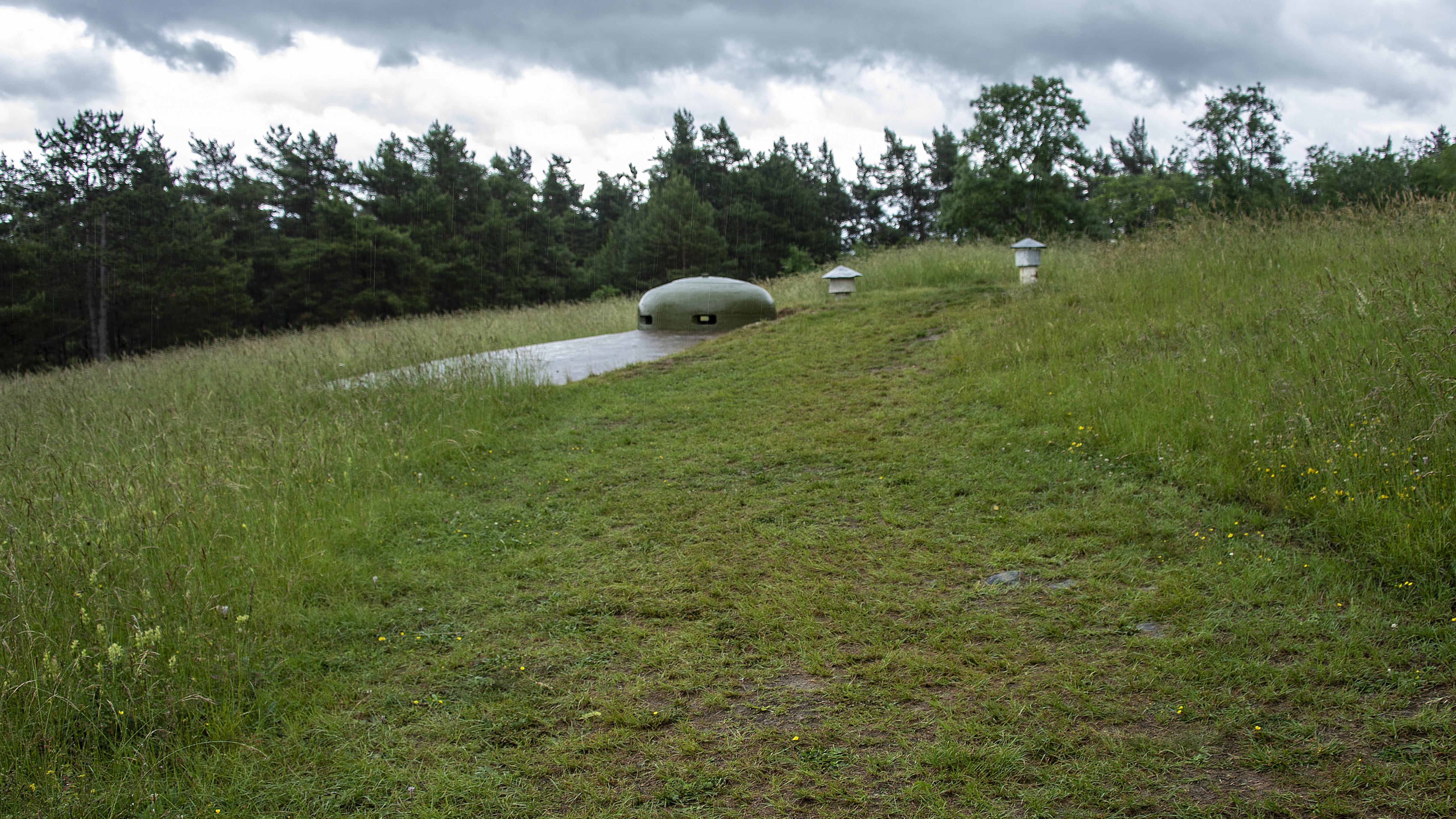
Observatieklok
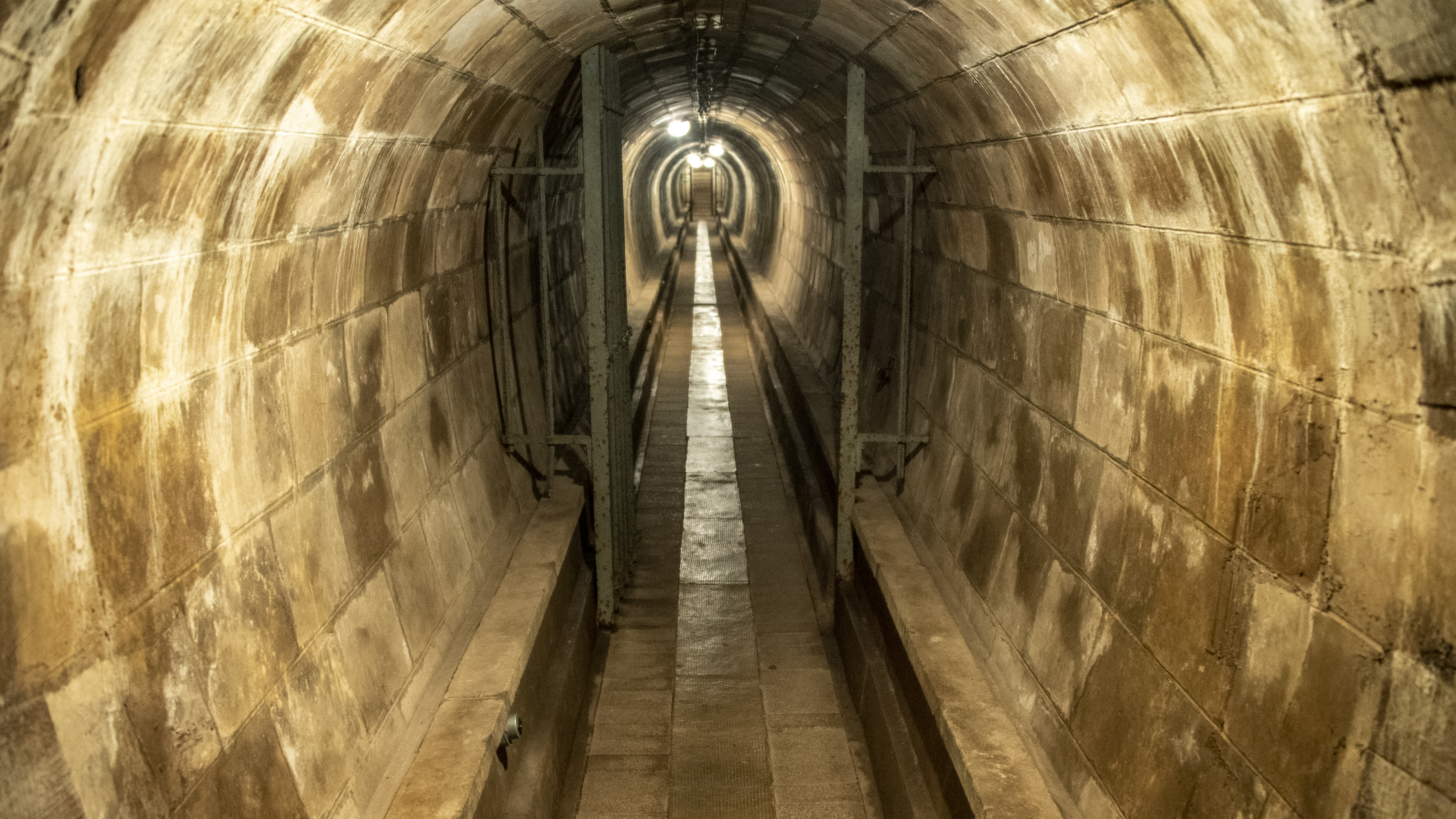
Eivormige gang